# José Benito Lamas
José Benito Lamas (Montevideo, 12 de enero de 1787-Montevideo, 9 de mayo de 1857) fue un sacerdote uruguayo de la Orden Franciscana, luego del clero secular, con importante actuación docente y política en Uruguay y Argentina. Fue vicario apostólico del Uruguay. 

## Datos biográficos
Hijo de Domingo Antonio Lamas y Francisca Regueira. Sus abuelos paternos y maternos eran todos oriundos de Galicia. Sus hermanos: Facunda Josefa (c.1789-1873), Luis Lamas (1793-1864), María de los Dolores y Manuela.
Muy posiblemente recibió su primera formación en el colegio de los franciscanos en Montevideo. Realizó luego estudios de gramática latina. 
Tomó el hábito de la Orden Franciscana el 8 de marzo de 1803 y en julio de ese año inicio sus estudios de filosofía. Hizo sus primeros votos religiosos el 10 de marzo de 1804. Comenzó sus estudios de teología en 1807 y, en 1810, ya ordenado diácono, obtiene por concurso la cátedra de lógica en Montevideo, hacia donde se traslada en julio de ese año.

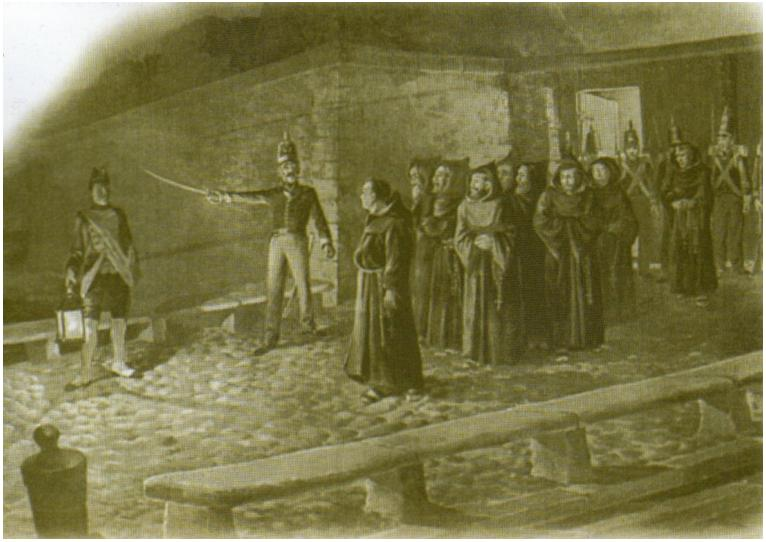
¡Váyanse con sus amigos los gauchos!, ilustración de Diógenes Hequet (expulsión de los franciscanos de Montevideo).

Poco antes de ser ordenado sacerdote, fue uno de los nueve franciscanos expulsados por el Virrey Francisco Javier de Elío la noche del 21 de mayo de 1811,:

En medio de tanto conflicto nos deparó la Providencia personas que nos recogiesen aquella noche en sus casas, y al día siguiente salimos a pie por entre el lodo hasta que la bondad del general D. José Artigas nos mandó una partida que nos conduxese a su campamento a donde nos recibieron con lágrimas y abrazos.

Fue así que se incorporó a los sitiadores y al firmarse el armisticio se trasladó a Buenos Aires, donde continuó su docencia en el Convento Nuestra Señora del Pilar. Fue ordenado sacerdote, según el mismo refiere: "el último día de las témporas de diciembre del año 1811". Después de un tiempo de docencia en Buenos Aires es enviado con similar misión al Convento de San Jorge en Córdoba. Nombrado nuevamente para enseñar en el convento de Montevideo, regresa a su ciudad natal el 30 de diciembre de 1814.
En marzo de 1815 otros servicios comienzan a serle requeridos desde el gobierno artiguista: capellán de la División de Fernando Otorgués, algunas diputaciones para resolver asuntos entre Montevideo y José Artigas y fue nombrado "director de la escuela pública del Estado", cargo del que tomó posesión el 28 de agosto. A los pocos días es solicitado por Artigas desde su cuartel general en el campamento de Purificación como capellán del ejército junto a José Ignacio Otazú. El 30 de setiembre llegó a Purificación y se le encomendó la tarea de orientar la Escuela de la Patria, deseo que el caudillo había manifestado al Cabildo de Montevideo el 10 de setiembre de dicho año. 
Requerido nuevamente por el Cabildo de Montevideo para tomar la dirección de la escuela pública, Lamas regresó el 11 de diciembre de 1815. Permaneció en ese cargo hasta el ingreso de los portugueses a Montevideo.
Fue destinado por sus superiores al Convento de San Francisco Solano en Mendoza, donde el gobierno local le confió el cargo de Preceptor de Gramática y luego fue Rector del Colegio. 

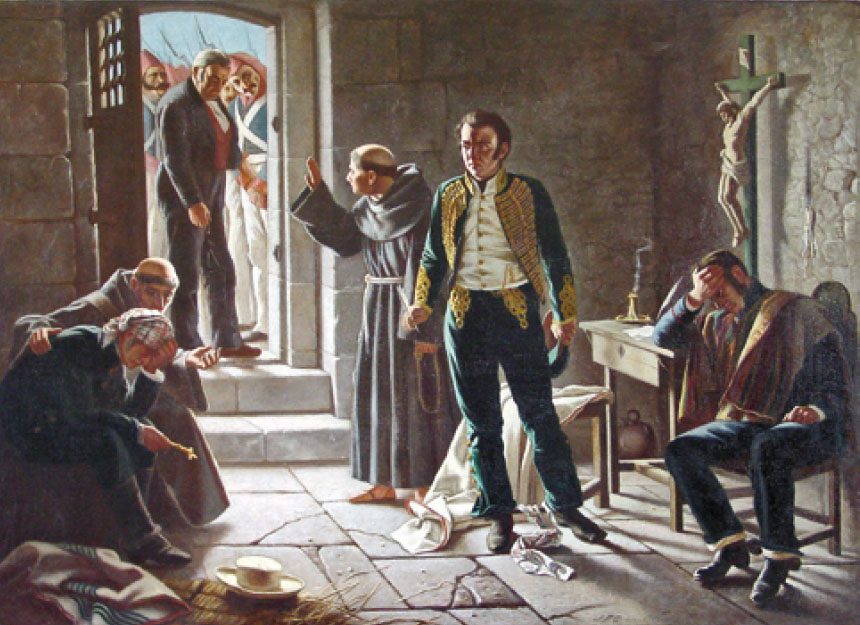
"Los últimos momentos de Carrera", por el pintor chileno Juan Francisco González, copia de una pintura de Juan Manuel Blanes. Uno de los dos frailes allí representados es José Benito Lamas.

Allí se vinculó estrechamente al revolucionario chileno José Miguel Carrera, a quien acompañó cuando fue fusilado, dejando testimonio escrito de lo ocurrido.
En 1823 pasó a San Luis y dirigió allí la escuela pública. En ese año solicitó al Papa ser desvinculado de la Orden Franciscana y ser recibido en el clero secular. El expediente fue remitido al obispo de Santiago de Chile, quien el 20 de abril de 1825 lo exime de la jurisdicción regular (es decir, de la regla franciscana) y comisiona al cura de San Luis para investirlo con la sotana clerical.
En 1826 se trasladó a Córdoba donde le fue confiada la cátedra de latinidad en la Universidad Mayor de San Carlos. En 1829 recibe las licencias para ejercer su ministerio sacerdotal para todo el Obispado de Córdoba.
De regreso a Montevideo, fue designado preceptor de latinidad. El 22 de febrero de 1833 el Poder Ejecutivo instituyó la cátedra de filosofía a designó a Lamas para dictarla. El 1 de marzo el catedrático la inauguró solemnemente, pronunciando un discurso que ha sido publicado. Poco después se crearon nuevas cátedras, y Lamas fue nombrado inspector del aula de latinidad. El 1 de marzo de 1836 asume la cátedra de Teología.
En 1838, el vicario apostólico Dámaso Antonio Larrañaga lo nombró cura párroco de la Iglesia Matriz de Montevideo. 
Durante la Guerra Grande permaneció en Montevideo. El 14 de febrero de 1846, al crearse la Asamblea de Notables, fue convocado como autoridad eclesiástica para integrar la misma, junto al presbítero Lorenzo Antonio Fernández, párroco de San Francisco.  
Finalizada la conflagración, fue elegido senador, por el departamento de Montevideo, actuando en la 6ª Legislatura (6 de febrero de 1852-15 de julio de 1854). 
El 23 de marzo de 1854, tras el confuso interregno producido a la muerte de Lorenzo Antonio Fernández, fue designado como tercer vicario apostólico del Uruguay. Durante su vicariato llegan a Montevideo las Hermanas de la Visitación (Salesas), religiosas de clausura que, sin embargo, atendieron un colegio de niñas y las Hermanas del Huerto que se hicieron cargo del Hospital Maciel. 
Tuvo también un duro enfrentamiento con la Masonería, que vivía un momento de florecimiento luego de la Guerra Grande, con la fundación de varias logias y la creación del Gran Oriente de Montevideo, que agrupaba a siete logias de Uruguay y dos de Argentina. Respondiendo a esa efervescencia, Lamas publicó e hizo leer en todas las iglesias el 22 de julio de 1855 la bula de León XII que condenaba las sociedades secretas y la Masonería. Hubo una respuesta de la Masonería desde El Comercio del Plata, pero luego ambas partes mantuvieron una actitud discreta.
Cuando se avizoraba su nombramiento como obispo, falleció víctima de la epidemia de fiebre amarilla de 1857, atendiendo a los afectados. Su sucesor Jacinto Vera será el último vicario apostólico y luego el primer obispo del Uruguay.
| Predecesor: Lorenzo Antonio Fernández | Vicario apostólico del Uruguay 1854-1857 | Sucesor: Jacinto Vera |

## Vínculos familiares con otras personalidades
- Hermano de Luis Lamas.
- Cuñado de Santiago Vázquez, casado con su hermana Facunda Josefa, viuda de Agustín Domingo Hordeñana (1791-1818).
- Tío de Andrés Lamas, hijo de Luis Lamas y Josefa Dominga Alfonsín.

## Juicio sobre su personalidad
Se ha dicho de él que 

acaso no haya en el clero platense de la Revolución sacerdote que con mayor precisión haya expuesto la doctrina integral ortodoxa sobre todos aquellos problemas de orden político y social que planteó en América la insurrección contra España y la guerra de Independencia, y que se refieren al origen y ejercicio de la autoridad, el derecho de insurrección, a la forma de gobierno, a la soberanía del pueblo, a la constitución y organización del Estado, (…) temas que propone o trata (….) y en cuyo desarrollo se advierte su clara posición democrática.

## Supervivencia del nombre
- Colegio Monseñor José Benito Lamas, fundado en 1958 por el párroco Haroldo Ponce de León, Parroquia Santa Magdalena Sofía Barat, Aires Puros, Montevideo.
- Escuela Padre Lamas, fundada en 1964 por el párroco Hugo Artigas Caballero, Parroquia Sagrado Corazón de Jesús, Paysandú.